# مات باي
مات باي (بالإنجليزية: Matt Bai)‏ هو كاتب أمريكي، ولد في 1968 في Trumbull, Connecticut ‏ في الولايات المتحدة.

## وصلات خارجية
- الموقع الرسمي